# Niacin/simvastatin
Niacin/simvastatin (tên thương mại Simcor, bởi Abbott) là một loại thuốc kết hợp bao gồm một dạng phóng thích kéo dài của vitamin niacin và simvastatin của thuốc statin. Nó được sử dụng để điều trị rối loạn lipid máu. Nó đã được FDA chấp thuận vào ngày 15 tháng 2 năm 2008  Vào ngày 15 tháng 4 năm 2016, FDA đã chấp thuận niacin và fibrate được sử dụng kết hợp với thuốc statin, trích dẫn bằng chứng ngày càng tăng rằng lợi ích của việc kết hợp thuốc niacin hoặc fibrate với thuốc statin để không vượt quá rủi ro, so với chỉ dùng statin.